# Maketu
Maketu è un comune della Nuova Zelanda, sulla costa della baia dell'Abbondanza, nell'Isola del Nord.
Il villaggio si trova sul luogo chiamato punta Okurei, non lontano dall'estuario del fiume Kaituna.
Maketu è noto per essere il luogo tradizionale dell'arrivo della canoa Te Arawa in Nuova Zelanda, ossia il luogo mitico dello sbarco dei primi Maori sull'isola. Il nome "Maketu" indica un'antica varietà di kumara (patata dolce) originaria di Hawaiki. 
Nella tradizione orale delle Isole Cook, Maketu generalmente si riferisce all'isola di Mauke.